# Delegación del Gobierno en Castilla y León
La Delegación del Gobierno en Castilla y León es el organismo de la Administración Pública de España, dependiente de la Secretaría de Estado para las Administraciones Territoriales, perteneciente al Ministerio de la Presidencia y para las Administraciones Territoriales, encargado de ejercer la representación del Gobierno de España en la comunidad autónoma de Castilla y León.

## Sede
La sede de la Delegación del Gobierno en Castilla y León se encuentra en la Calle de Francesco Scrimieri, n.º 1 de Valladolid.

## Delegados
El actual delegado del Gobierno en Castilla y León es Nicanor Sen Vélez, nombrado el día 12 de diciembre de 2023.

## Funciones
El organismo está dirigido por un delegado, nombrado por el Gobierno, cuyas funciones, según el artículo 154 de la Constitución española, son las de dirigir la Administración del Estado en el territorio de la Comunidad Autónoma y la coordinará, cuando proceda, con la administración propia de la Comunidad.

## Subdelegaciones
El delegado del Gobierno en Castilla y León está asistido por nueve subdelegados del Gobierno. Hay una subdelegación en cada provincia de la comunidad autónoma:
- Subdelegación del gobierno en la provincia de Ávila (Calle Hornos Caleros, 1, 05001-Ávila): Fernando Galeano Murillo[4]
- Subdelegación del gobierno en la provincia de Burgos (Calle Vitoria, 34, 09071-Burgos): Pedro Luis de la Fuente Fernández[5]
- Subdelegación del gobierno en la provincia de León (Plaza de la Inmaculada, 6, 24001-León): Héctor Alaiz Moretón[6]
- Subdelegación del gobierno en la provincia de Palencia (Avenida Casado del Alisal, 4, 34001-Palencia): Ángel Domingo Miguel Gutiérrez[7]
- Subdelegación del gobierno en la provincia de Salamanca (Gran Vía, 31, 37001-Salamanca): Rosa María López Alonso[8]
- Subdelegación del gobierno en la provincia de Segovia (Plaza Adolfo Suárez, 1, 40001-Segovia): María Ángeles Rueda Cayón[9]
- Subdelegación del gobierno en la provincia de Soria (Calle Alfonso VIII, 2, 42003-Soria): Miguel Latorre Zubiri[10]
- Subdelegación del gobierno en la provincia de Valladolid (Calle Francesco Scrimieri, 1, 47014-Valladolid): Jacinto Canales de Caso[11]
- Subdelegación del gobierno en la provincia de Zamora (Plaza de la Constitución, 1, 49001-Zamora): Ángel Blanco García[12]